# ハリー・ポッター20周年記念: リターン・トゥ・ホグワーツ
『ハリー・ポッター20周年記念: リターン・トゥ・ホグワーツ』（Harry Potter 20th Anniversary: Return to Hogwarts）は、2022年1月1日にHBO Maxで配信された映画『ハリー・ポッター』シリーズの再会特別番組である。シリーズの第1作『ハリー・ポッターと賢者の石』（2001年）の公開から20周年を記念して製作された。製作はワーナー・ブラザース・アンスクリプテッド・テレビジョンとワーナー・ホライゾンが行い、ケイシー・パターソンが製作総指揮を務めた。
特別番組にはダニエル・ラドクリフ、ルパート・グリント、エマ・ワトソンのほか、ヘレナ・ボナム＝カーター、ロビー・コルトレーン、レイフ・ファインズ、ジェイソン・アイザックス、ゲイリー・オールドマン、トム・フェルトン、ジェームズ・フェルプス、オリバー・フェルプス、マーク・ウィリアムズ、ボニー・ライト、アルフレッド・イーノック、イアン・ハート、トビー・ジョーンズ、マシュー・ルイス、イヴァナ・リンチら俳優陣に加え、プロデューサーのデヴィッド・ハイマン、監督のクリス・コロンバス、アルフォンソ・キュアロン、マイク・ニューウェル、デヴィッド・イェーツが出演している。

## キャスト
※括弧内は日本語吹替。
- ダニエル・ラドクリフ[2]（小野賢章）
- ルパート・グリント[2]（常盤祐貴）
- エマ・ワトソン[2]（須藤祐実）
- ヘレナ・ボナム＝カーター[2]（高乃麗）
- ロビー・コルトレーン[2]（斎藤志郎）
- レイフ・ファインズ[2]（江原正士）
- ジェイソン・アイザックス[2]（咲野俊介）
- ゲイリー・オールドマン[2]（辻親八）
- トム・フェルトン[2]（三枝享祐）
- ジェームズ・フェルプス[2]（尾崎光洋）
- オリバー・フェルプス[2]（尾崎光洋）
- マーク・ウィリアムズ[2]
- ボニー・ライト[2]（優希麻梨子）
- アルフレッド・イーノック[2]
- イアン・ハート[2]
- トビー・ジョーンズ[2]（高木渉）
- マシュー・ルイス[2]（上野容）
- イヴァナ・リンチ[2]
- デヴィッド・ハイマン[2]
- クリス・コロンバス[2]（松本大）
- アルフォンソ・キュアロン[2]（山本善寿）
- マイク・ニューウェル[2]（宮本崇弘）
- デヴィッド・イェーツ[2]（石川貴大）
- J・K・ローリング (アーカイヴ映像)[3]
- スティーヴン・フライ (章句ナレーション)

## 製作

### 企画
2021年11月、ワーナー・ブラザースは『ハリー・ポッターと賢者の石』（2001年）の公開から20周年を記念し、映画『ハリー・ポッター』シリーズのキャストや製作陣が出演する再会特別番組『ハリー・ポッター20周年記念: リターン・トゥ・ホグワーツ』の放送を発表した。この特別番組はワーナー・ホライゾンを共同でワーナー・ブラザース・アンスクリプテッド・テレビジョンが製作し、ケイシー・パターソンが製作総指揮を務めた
原作小説シリーズの著者であり、映画製作においても重要な役割を果たしたJ・K・ローリングはこの特別番組にはほとんど出演していない。ローリングは30秒弱のアーカイヴ映像で登場し、インタビューに答えているが、特番の広告に彼女の写真は使われていない。批評家たちはローリングのトランスジェンダーを巡る発言が原因であると推測し、『デイリー・テレグラフ』紙のエド・パワーは「シリーズの出演者たちによる公然の非難」のためであると指摘している。しかしながら『エンターテインメント・ウィークリー』誌はローリングには出演依頼があったものの彼女はアーカイヴ映像で十分であると考えており、「近い情報筋」は彼女の決定はトランスジェンダーを巡る論争との関係を否定したと報じた。

### 撮影
特別番組はイングランドのリーブスデンにあるワーナー・ブラザース・スタジオ・ツアー・ロンドン - ザ・メイキング・オブ・『ハリー・ポッター』で行われた。

### 内容の修正
配信当初、幼い頃のエマ・ロバーツの写真がワトソンのものとして使われ、またフェルプス兄弟の名前表記が入れ替わっていた。1月3日までにこれらのミスは修正された。

## 公開
2022年1月1日にHBO Maxで配信された。また『ファンタスティック・ビーストとダンブルドアの秘密』の公開に先駆けて2022年後半にTBSとカートゥーン ネットワークで放送予定である。
| 国                           | 放送・配信                                              | 参照          |
| ---------------------------- | ------------------------------------------------------- | ------------- |
| アジア (一部)                | HBO Go                                                  | [ 9 ]         |
| オーストラリア               | ビンジ                                                  | [ 10 ]        |
| ベルギー                     | ストリームズ (フランドル) ティピクとアウヴィオ (ワロン) | [ 11 ] [ 12 ] |
| カナダ                       | クレイヴ                                                | [ 13 ]        |
| 中東欧 (一部)                | HBO Go                                                  | [ 14 ]        |
| フランス                     | サルト                                                  | [ 15 ]        |
| ドイツ                       | スカイ                                                  | [ 16 ]        |
| インド                       | Prime Video                                             | [ 17 ]        |
| アイルランド                 | スカイとナウ                                            | [ 18 ]        |
| イタリア                     | スカイ                                                  | [ 14 ]        |
| 日本                         | U-NEXT                                                  | [ 19 ]        |
| ラテンアメリカとカリブ海地域 | HBO Max                                                 | [ 20 ]        |
| ニュージーランド             | TVNZ 2とTVNZオンデマンド                                | [ 21 ]        |
| 中東 (一部)                  | OSN                                                     | [ 22 ]        |
| 北欧                         | HBO Max                                                 | [ 14 ]        |
| ロシア                       | アメデイアテカ                                          | [ 14 ]        |
| スペイン                     | HBO Max                                                 | [ 14 ]        |
| スイス                       | スカイ                                                  | [ 23 ]        |
| ポルトガル                   | HBO Go                                                  | [ 14 ]        |
| イギリス                     | スカイとナウ                                            | [ 24 ] [ 14 ] |
| アメリカ合衆国               | HBO Max                                                 | [ 4 ]         |

## 評価
レビュー収集サイトのRotten Tomatoesでは22件のレビューで支持率は95%、平均点は8.2/10となり、「愛情深く明確な『リターン・トゥ・ホグワーツ』は『ハリー・ポッター』フランチャイズの製作が関係者に独自の特別な魔法を提供したことを親密に垣間見せてくれる」とまとめられた。Metacriticでは11件のレビューに基づいて加重平均値は65/100と示された。